# Книга за джунглата
Вижте пояснителната страница за други значения на Книга за джунглата.
„Книга за джунглата“ (на английски: The Jungle Book) е сборник от разкази на британския нобелов лауреат Ръдиард Киплинг. Разказите са публикувани за първи път в английски списания в периода 1893 – 1894 година. Оригиналните публикации са с илюстрации, някои от които са направени от бащата на Ръдиард Киплинг, Джон Локууд Киплинг. Най-известните разкази в книгата са Маугли, Рики-Тики-Тави и Малкият Томаи.
Киплинг е роден в Индия и прекарва първите 6 години от живота си там, по-късно се завръща и прекарва отново 6 години.